# Подерис, Эймантас
Эймантас Подерис (лит. Eimantas Poderis; 13 сентября 1973, Алитус, Литовская ССР, СССР) — литовский футболист и тренер, игрок сборной Литвы.

## Карьера

### Клубная
В детстве занимался в команде «Пушинас» (Алитус) и спортинтернате г. Вильнюса. В 1984 году с командой Алитуса стал серебряным призёром турнира «Кожаный мяч».
Начинал взрослую карьеру в клубе «Вильтис». Далее играл за «Жальгирис» и «Инкарас». Становился чемпионом Литвы в сезонах 1991 и 1991/92 в составе «Жальгириса», в сезонах 1994/95 и 1995/96 — в составе «Инкараса». В сезоне 1994/95 стал лучшим бомбардиром чемпионата страны с 24 голами в 22 матчах, из них 14 забил за «Жальгирис» и 10 — за «Инкарас».
В ноябре 1996 года перешёл в российский клуб «Алания», за который дебютировал 16 марта 1997 года в домашнем матче против челнинского «КАМАЗа», выйдя в стартовом составе, был заменён на 64-й минуте Тамерланом Сикоевым. Проведя во Владикавказе полгода, вернулся в «Инкарас».
Далее играл за израильские «Хакоах» (Рамат-Ган) и «Маккаби» (Герцлия). В 2003 году начинал сезон в «Швиесе». Далее играл за «Каунас», в котором ещё дважды стал чемпионом Литвы. В 2009 году выступал за «Таурас». Завершил карьеру в 2011 году в «Инкарасе».
Всего в чемпионатах Литвы забил 99 голов, и по состоянию на 2016 год занимает 11-е место в списке лучших бомбардиров за всю историю (108 голов с учётом чемпионата 1990 года, который не всеми статистиками признаётся независимым чемпионатом Литвы).
В 2009 году был помощником главного тренера в «Таурасе», а в 2010 году тренировал любительскую команду «Видзгирис». В 2011 году уехал в шведский Лунд с женой и детьми (Августой и Мартинасом), тренирует местный клуб и иногда сам выходит на поле

### В сборной
В составе сборной Литвы по футболу в период с 1992 по 2005 годы провёл 22 матча и забил 5 мячей. Дебютировал 20 мая 1992 года в матче против Молдавии. Первый гол забил 12 августа 1992 года в ворота сборной Латвии. В период выступлений за границей, с конца 1996 по 2003 год не призывался в сборную, а после возвращения сыграл только три матча.

## Достижения
- Чемпион Литвы: 1991, 1991/92, 1994/95, 1995/96, 2003, 2004
- Лучший бомбардир чемпионата Литвы: 1994/95 (24 гола)